# Ngự trà thiện phòng
Ngự trà thiện phòng (tiếng Trung: 御茶膳房; bính âm: Yù chá shàn fáng) là một bộ phận của Nội vụ phủ phụ trách nấu các bữa ăn cho triều đình nhà Thanh.